# Medalla de Candahar, Ghuznee i Cabul

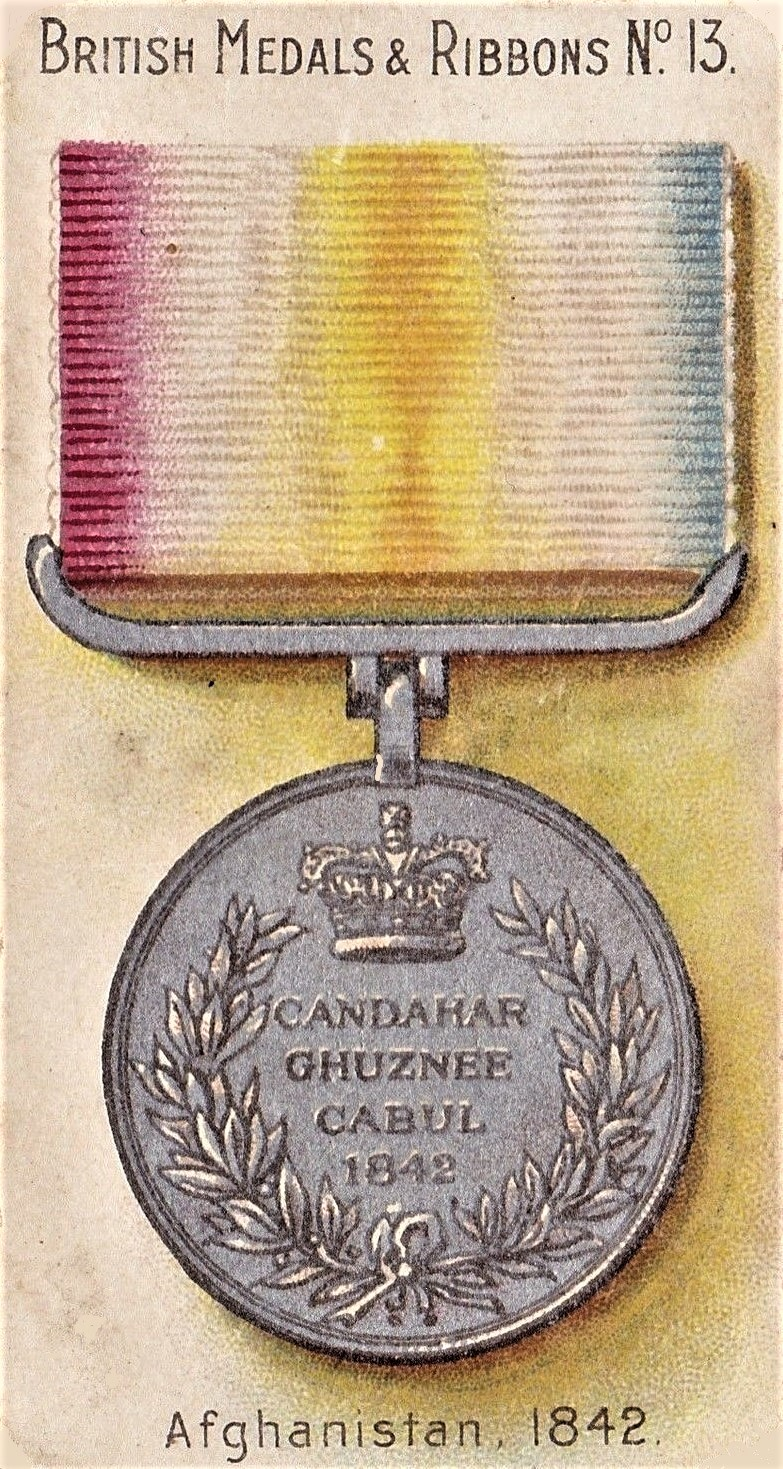
Revers de la medalla

La Medalla Candahar, Ghuznee, Cabul (anglès: Candahar, Ghuznee, Cabul Medal) és una medalla de campanya atorgada a aquells que van participar en la campanya a la primavera i l'estiu de 1842, sota el comandament del general  William Nott, per restaurar la posició britànica a l'Afganistan després de les derrotes anteriors durant la Primera Guerra Anglo-afganesa.
La medalla va ser aprovada per l'Ordre General de Simla per l'Honorable Companyia britànica de les Índies Orientals el 4 d'octubre de 1842. Aproximadament es van atorgar 22.100, uns 4.400 a membres de l'exèrcit britànic i 17.700 a les forces principalment natives de l'Honorable Companyia de les Índies Orientals.

## Disseny
La medalla, dissenyada per William Wyon, era de plata i feia 36 mil·límetres (1,4 polzades) de diàmetre, amb el següent disseny:
- L'anvers mostra el cap diademada de la reina Victòria mirant cap a l'esquerra amb la inscripció 'VICTORIA VINDEX', (Vindex es tradueix com "Protectora").[2]
- Es van marcar quatre revers diferents, que indicaven les campanyes en què servia el destinatari:
  - 'CANDAHAR 1842' dins d'una corona de llorer, coronada per una corona. Per a operacions al voltant de Kandahar de març a maig de 1842. Es van atorgar una mica més de 2.600.
  - 'CABUL 1842' dins d'una corona de llorer, coronada per una corona. Per l'avanç sobre Kabul, culminant amb la presa de la ciutat el 15 de setembre de 1842. Aproximadament van ser concedides unes 12.750.
  - 'GHUZNEE' 'CABUL', cadascun dins d'una corona de llorer independent, coronat per una sola corona i amb l'any '1842' a sota. Per a les forces que van derrotar els afganesos a Ghuznee el 30 d'agost i que després van avançar cap a Kabul. Se'n van concedir unes 1.520.
  - "CANDAHAR, GHUZNEE, CABUL 1842" dins d'una sola corona de llorer, coronada per una corona. Per als assistents a les tres campanyes. Se'n van concedir una mica més de 5.200.

La suspensió consisteix en un tirant d'acer recte, unit a la medalla mitjançant un clip d'acer i un passador. Alguns destinataris més tard ho van substituir per una suspensió de plata més ornamentada.
La cinta és la cinta de color de l'arc de Sant Martí regada comú a la majoria de medalles de la Companyia de les Índies Orientals, amb un patró de vermell, blanc, groc, blanc i blau.
El nom i el regiment del destinatari estaven gravats a la vora de la medalla.
Tot i que no es van concedir fermalls oficials, 'Marzenia 1842' i 'Tazeane 1842' de vegades es van afegir de manera privada a la cinta de la medalla Cabul.
A més, es van fer dos cops erronis. A l' anvers apareix 'VICTORIA REGINA' en lloc de 'VICTORIA VINDEX'; a l'altre el revers diu 'CABVL 1842', se sap que 15 d'aquestes medalles han estat emeses.

## Medalles de la guerra anglo-afganesa
Es van concedir quatre medalles de campanya separades a les forces dirigides britàniques que van servir a la guerra afganesa de 1839 a 1842:
- Medalla de Ghunzee. Assalt a la fortalesa de Ghuznee, 21-23 de juliol de 1839.
- Medalla de Jallalabad. Defensa de Jalalabad, 12 de novembre de 1841 - 7 d'abril de 1842.
- Medalla de la Defensa de Kelat-I-Ghilzie. Defensa de Kelat-I-Ghilzie, febrer-26 de maig de 1842.
- Medalla de Candahar, Ghuznee i Cabul. Operacions importants de 1842, l'últim any de la guerra.